# Vybz Kartel

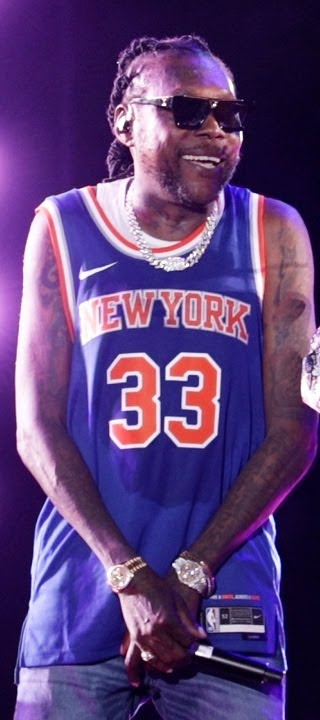
Vybz Kartel (2025)

Vybz Kartel (bürgerlich Adidja Palmer; * 7. Januar 1976 in Kingston) ist ein jamaikanischer Dancehall-Musiker. Er wurde 2014 zu einer lebenslangen Freiheitsstrafe wegen Mordes verurteilt, wurde aber 2024 vorzeitig entlassen.

## Leben und Karriere
Er wuchs in Portmore auf. Er besuchte die Calabar High School, wurde allerdings entlassen. Trotzdem hat er seine Ausbildung in einer technischen Hochschule fortgesetzt. Da sein Onkel DJ war, kam er schon zeitig mit Musik in Berührung. Er hörte damals hauptsächlich Country & Western, Sam Cooke und Ninjaman. Inspiriert wurde er hauptsächlich durch Bounty Killer, Charlie Chaplin, Papa San, Buju Banton, Will Smith und KRS-One. Mit zehn Jahren begann er bereits seine eigenen Texte zu schreiben, welche er auch in einer Talentshow namens Gong präsentierte. Mit zwölf nahm er bereits seine Debütsingle Fat Woman auf, welche jedoch kein großer Erfolg war.
1996 gründete er eine Gruppe mit dem Namen Vybz Cartel. Drogen führten allerdings dazu, dass sich diese Band schnell auflöste. Adidja Palmer entschloss sich jedoch den Namen beizubehalten, wobei er jedoch das C durch ein K ersetzte, so dass sein heutiger Name Vybz Kartel entstand.
Bei seinem Debüt-Album (2003) wirkten folgende Musiker mit:
Donovan „Vendetta“ Bennett, Shiah Coore, Paul „Teetimus“ Edmund, Craig „Leftside“ Parkes, Trevor „Baby G“ James Jnr, Daniel „Blaxxx“ Lewis, Steven „Lenky“ Marsden, Nigel Staff, Sly Dunbar,
„Computer“ Paul Henton, Alberto „Burro“ Blackwood, Mario Campbell, Delano Thomas and Andre Saunders. Der Produzent war Donovan „Vendetta“ Bennett von Don Corleon Records.

## Verurteilung zu lebenslanger Haft
Am 1. Oktober 2011 wurde er zunächst wegen des Besitzes von Marihuana in Kingston festgenommen, seitdem war er aufgrund laufender Verfahren wegen zweier Morde, bei denen ihm eine Beteiligung vorgeworfen und er später verurteilt wurde, in Haft.
Am 13. März 2014 wurde von jamaikanischen Medien berichtet, dass versucht wurde, einige der Geschworenen mit 500.000 Jamaika-Dollar zu bestechen, um im laufenden Mordverfahren, bei dem Palmer mit drei weiteren Männern angeklagt war, einen Freispruch zu erwirken.
Am 3. April 2014 wurde Palmer vom Richter zu lebenslanger Haft verurteilt, nachdem ihn die Jury bereits am 13. März mit 10 zu 1 Stimmen für schuldig befunden hatte. Eine Freilassung auf Bewährung ist nach dem Urteil frühestens nach 35 Jahren Haft möglich. Die Verteidigung kündigte an, in Revision zu gehen.
Am 3. April 2020 lehnte eine dreiköpfige Jury des jamaikanischen Berufungsgerichts den Einspruch von Kartel ab. Sie gaben ihm dennoch sieben Tage Zeit, um Unterlagen zur Reduzierung des Strafmaßes einzureichen. Daraufhin wurde am 17. April 2020 seine Strafe unter Berücksichtigung einer nun erteilten Bewährungsberechtigung auf 32 Jahre und 6 Monate reduziert. Die Berufung bezieht sich hierbei auf das Versäumnis von Richter Campell, die Zeit in Untersuchungshaft bei der Strafe zu berücksichtigen.
Am 31. Juli 2024 wurde Vybz Kartel aus dem Gefängnis entlassen.

## Diskografie, Filmografie und Bücher

### Alben
- Up 2 Di Time (Greensleeves; 2003)
- Up 2 Di Time (More Up 2 Di Time Edition) (Greensleeves; 2004)
- Timeless (Greensleeves; 2004)
- J.M.T. (Greensleeves; 2006)
- The Teacher’s Back (Big Ship / Victor; 2008)
- Pon di Gaza (* Adidjaheim/Notnice; 2009)
- Pon di Gaza 2.0 (VP Records 2010)
- Kingston Story (June 2011)
- Kartel Forever: Trilogy (2013)
- Reggae love songs (2014)
- Viking (2015)
- King of the Dancehall (2016)

### Mixtapes
- Unnamed (Cash Money; 2002)
- Time Minister (Cassette Jones)
- www.up2ditime.com (Cassette Jones)
- Seven Wise Virgins (Cassette Jones)
- From Time To Time (Federation; 2003)
- Just A Matter Of Time (Cassette Jones)
- Time Nevertheless (Cassette Jones)
- Timeless (Federation; 2004)
- Dancehall Mix 2K4 (Swamp King; 2004)
- Time Served (Federation; 2004)
- Return Of The Crime Minister (2005)
- Clarks de Mix (2011)
- Go Go Wine (April 2011)

### Kompilations-Alben
- Girls Like Mine (Best Of Vybz) (2002)
- Toe 2 Toe Vol. 6 mit Elephant Man (Jet Star; 2003)

### Singles
- Go Go Wine (April 2011)
- Summer Time (2011, UK: Silber)[8]
- Right Wine (2013)
- Fever (2016, UK: Silber, US: Gold)

### Featurings
- Been Around The World mit Zena (Virgin; 2004)
- Dangerous mit Cormega (Koch; 2004)
- Diplo Rhythm mit Diplo (Big Dada; 2004)
- E.G.G. (Everybody Gone Gangsta) mit Kardinal Offishall (EMI; 2004)
- Frontin (Dancehall Remix) mit Jay-Z, Pharrell Williams & Wayne Marshall (Def Jam; 2004)
- Kartel & Kardinal mit Kardinal Offishall (Greensleeves; 2004)
- Move Your Body mit Nina Sky feat. Jabba (Universal; 2004)
- Straight Off The Top mit Juelz Santana, Jim Jones & Wayne Marshall (Def Jam; 2004)
- Bad Man mit Missy Elliott, M.I.A. (Atlantic Records; 2005)
- Hold Your Head (Hot 97 Remix) mit The Notorious B.I.G., Bob Marley
- You Don’t Love Me (No, No, No) mit Rihanna (Def Jam; 2005)
- Double Down mit Clipse (2006)
- Buss It Up mit Kano (2007)
- Descarada (Dance) mit Pitbull
- Pon de Floor mit Major Lazer (2009)
- Wine & Go Down mit Busta Rhymes (2012)
- You’re No Good mit Major Lazer (2013)
- Royalty mit XXXTentacion (2019)
- International Criminal mit KitschKrieg & Bonez MC (2020)

### Filme
- Thug Life (2001)

### Bücher
- Vybz Kartel: The Voice of the Jamaican Ghetto Kingston: Ghetto People Publishing Company LTD (2012)